# 准东街道
准东街道，是中华人民共和国新疆维吾尔自治区昌吉回族自治州阜康市下辖的一个乡镇级行政单位。

## 行政区划
准东街道下辖以下地区：
军垦路社区和准东矿区社区。